# برشتا (إربد)
قرية أردنية تقع في محافظة إربد شمال الأردن
يعمل معظم قاطني البلدة في القوات المسلحة والوظائف الحكومية
لا يوجد أي محل تجاري نظراً لعدد سكانها القليل
طبيعتها خلابة ريفية
أصحاب الكفاءات يهجرونها
يوجد بها مدرسة ابتدائية مختلطة ومسجد.